# Burt Bacharach

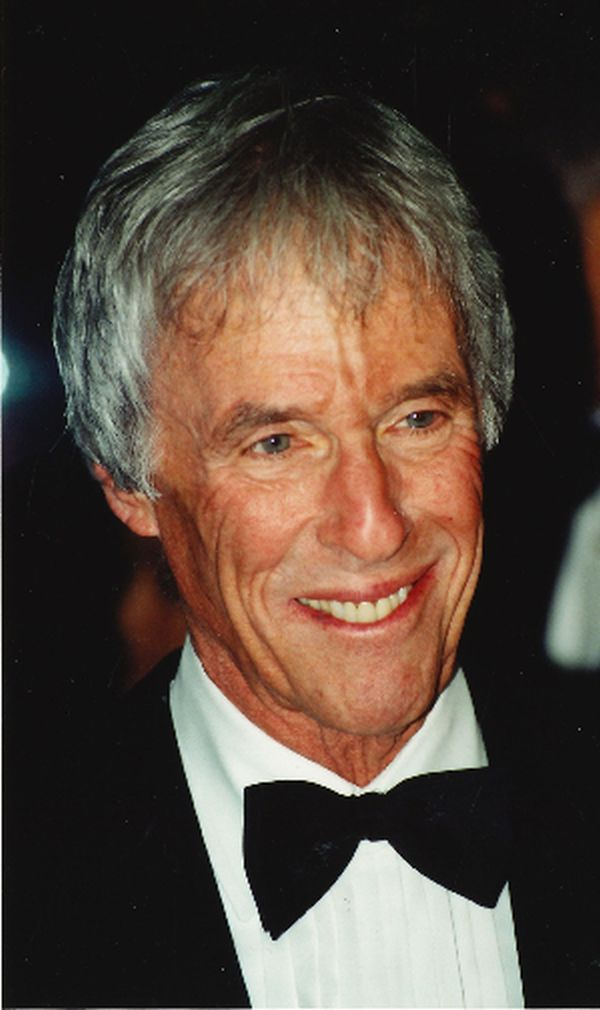
Burt Bacharach (2000)

Burt Freeman Bacharach [bɝt-ˈbæ.kə.ˌɹæk] (* 12. Mai 1928 in Kansas City, Missouri; † 8. Februar 2023 in Los Angeles, Kalifornien) war ein US-amerikanischer Pianist und Komponist. Ab 1957 gehörte er zu den erfolgreichsten Komponisten der USA; rund 130 seiner Werke erreichten die Single-Charts seiner Heimat. Ein Großteil seiner Lieder entstand in langjähriger Zusammenarbeit mit dem Texter Hal David und im Anschluss daran mit Carole Bayer Sager. Besonders erfolgreich waren die mit David in den 1960er und 1970er Jahren verfassten Songs für Dionne Warwick. Für seine Leistungen erhielt Bacharach so gut wie alle wichtigen Preise der Entertainmentindustrie, darunter mehrere Grammys, Golden Globes und Oscars.

## Karriere
Bacharach wurde 1928 in eine jüdische Familie als Sohn eines Journalisten und einer Musiklehrerin in Kansas City geboren und wuchs in New York auf. Er studierte Musik am Mannes College of Music, an der New School for Social Research, New York, und der McGill University, Montreal, u. a. bei den Komponisten Bohuslav Martinů, Henry Cowell und Darius Milhaud. 1947 schrieb er einen ersten Song für den Bandleader Sammy Kaye. Von 1957 bis 1961 tourte er als Pianist, Arrangeur und später auch Bandleader mit Marlene Dietrich. Nebenbei schrieb er auch schon erste Hits für verschiedene Interpreten, etwa Perry Como (Magic Moments, 1958). Damit begann auch seine langjährige Zusammenarbeit mit dem Texter Hal David (1921–2012). Die beiden lernten einander 1957 bei Paramount Records kennen und hatten im selben Jahr einen ersten Hit mit The Story of My Life für Marty Robbins.
1961 begann seine eigentliche Karriere als Komponist. Bis in die 1970er wurde Bacharach sehr erfolgreich und populär als Komponist und Produzent sanft arrangierter Popmusik, die damals von Kritikern als Easy Listening verschrien war. Er entdeckte auch die Sängerin Dionne Warwick, mit der ihn und Hal David eine langjährige Partnerschaft verband. Mit Hal David, aber auch mit Kollegen wie Bob Hilliard und Neil Diamond (Heartlight), schrieb er viele weltweit erfolgreiche Hits wie Walk on By, Make It Easy on Yourself (für Warwick), I Never Fall in Love Again (für Jill O’Hara in dem Musical Promises, Promises, 1968) und This Guy’s in Love with You. Insgesamt komponierte Bacharach 60 US-„Top-Forty“-Hits.
Für seinen Soundtrack (Raindrops Keep Fallin’ on My Head) zu dem Film Zwei Banditen aus dem Jahr 1969 erhielt er 1970 den Oscar. Einen Bruch erlebte seine Karriere kurz darauf in den frühen 1970er-Jahren, als der Film Der verlorene Horizont (Lost Horizon, 1973), für den er unter widrigen Produktionsbedingungen die Musik geschrieben hatte, an der Kinokasse floppte. Er zerstritt sich dabei mit seinem Textpartner Hal David sowie in der Folge, da die beiden der Interpretin vertraglich noch für ein Album verpflichtet waren, auch mit Dionne Warwick.
Ende 1979 lernte er die Sängerin und Songschreiberin Carole Bayer Sager kennen, mit der er bereits im folgenden Jahr die ersten Songs veröffentlichte. 1981 entstand Bayer Sagers letztes Studioalbum Sometimes Late at Night in Zusammenarbeit mit Bacharach, der hier auch wieder als Arrangeur und Produzent fungierte. Ebenfalls 1981 gelangte Christopher Cross mit Arthur’s Theme (Best That You Can Do) auf Platz eins der US-Single-Charts. Dieser mit Bayer, Cross und Peter Allen geschriebene Titel läutete Bacharachs endgültiges Comeback ein. Im Jahre 1986 folgten weitere Nummer-eins-Hits mit der Coverversion von That’s What Friends Are For (ursprünglich geschrieben 1982 für Rod Stewart) für das Quartett Dionne Warwick, Gladys Knight, Elton John und Stevie Wonder sowie On My Own für Patti LaBelle und Michael McDonald.
Im Jahr 1993 kam es zu einer erneuten Zusammenarbeit von Bacharach, David und Warwick für das Album Friends Can Be Lovers, schließlich noch einmal 1999 für die Filmbiographie von Jacqueline Susann, Isn’t She Great?, für den sie den Song On My Way beisteuerten. Bacharachs letzter großer Erfolg war das Album Painted from Memory, das in Zusammenarbeit mit Elvis Costello 1999 entstand, sowie im selben Jahr der Song Walkin’ Tall mit dem Text von Tim Rice.
Bacharach hatte einige Gastauftritte in Hollywood-Filmen, zum Beispiel in allen drei Austin-Powers-Filmen sowie in den Serien Die Nanny und Nip/Tuck.

## Musik

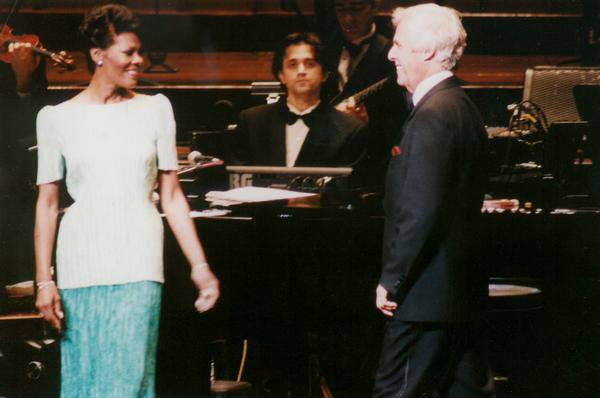
Dionne Warwick (links) und Burt Bacharach (1995)

Zu den bekanntesten Interpreten seiner Musik zählen Dionne Warwick, Marlene Dietrich, Connie Francis, Aretha Franklin, Luther Vandross, Jack Jones, Tom Jones, The Carpenters, Sérgio Mendes, Elvis Costello, Neil Diamond, Frank Sinatra und Dusty Springfield. 2007/08 nahm Trijntje Oosterhuis (Traincha) zwei Alben mit Neuinterpretationen teilweise zusammen mit Bacharach auf. Seine Musik wird für die eingängigen Melodien und den eigenen Sound, der durch gezielten Einsatz von Klavier, Oboe und Streichern entsteht, von vielen Kollegen wie Brian Wilson, Frank Zappa, John Zorn und Noel Gallagher gelobt. Bacharach selbst sagt, dass seine Musik stark von Maurice Ravels Werk Daphnis und Chloe beeinflusst sei; daher rühre sein Gespür für üppige Instrumentierungen und den Einsatz im Pop unüblicher Instrumente wie Glockenspiel und Triangel, wie bei You’ll Never Get to Heaven, Vibraphon bei Make It Easy on Yourself. Seine Arbeiten für Dionne Warwick fußen auf Gospel und Rhythm and Blues; Titel wie I’ll Never Fall in Love Again und Paper Mache verströmen die luftig-leichte Atmosphäre des Bossa Nova.

„Bacharachs Songs sprengen die Erwartungen von dem, was ein Popsong sein sollte. Komplexe Harmonien und Akkordwechsel mit unerwarteten Wendungen und Modulationen, unübliche Tempi- und Rhythmus-Verschiebungen, in einer Vielzahl von Takten … aber bei ihm hört sich das Ganze so natürlich an, dass du es nicht mehr aus deinem Kopf herauskriegst und nicht aufhörst, es zu pfeifen. (…) Das ist mehr als einfache Popsongs; da gibt es tiefschürfende Erforschungen des Musikmaterials, welches mit der gleichen Sorgfalt und Geduld studiert und bewahrt werden sollte wie manch andere großen Kunstwerke.“

## Privatleben
Burt Bacharach war viermal verheiratet: mit Paula Stewart (1953–1958), der Schauspielerin Angie Dickinson (1965–1981), der Sängerin und Songtexterin Carole Bayer Sager (1982–1991), mit der er zusammen einige Lieder schrieb, und ab 1993 mit Jane Hansen, die 32 Jahre jünger als Bacharach war.
Er hatte vier Kinder; sein Sohn Oliver spielte Keyboard in Bacharachs letzter Band. Lea Nikki Bacharach, das einzige gemeinsame Kind von Burt Bacharach und Angie Dickinson, nahm sich 2007 im Alter von 40 Jahren das Leben.
Ab Anfang der 1970er Jahre betrieb er eine eigene Vollblüter-Pferdezucht.

## Auszeichnungen

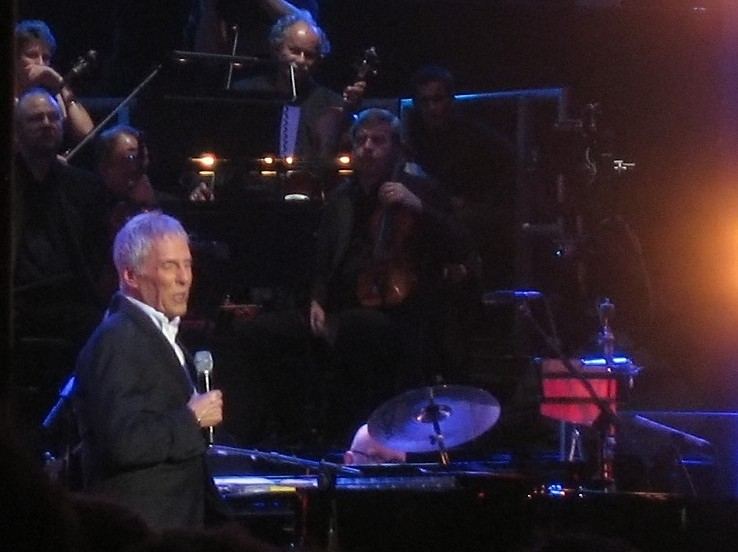
Burt Bacharach (2008)

Neben seinen drei Oscars bei sechs Nominierungen erhielt Bacharach im Jahr 2001 den inoffiziellen Nobelpreis für Musik, den Polar Music Prize, zusammen mit Karlheinz Stockhausen und Robert Moog. Ende 2005 veröffentlichte er nach etlichen Jahren Pause noch einmal ein Soloalbum (wobei auch teilweise Chris Botti, Elvis Costello und Rufus Wainwright mitwirkten), At This Time, eine wütende Abrechnung mit der amerikanischen Regierungspolitik der letzten Jahre – wieder verpackt in seinem typischen Sound und ausgezeichnet mit einem Grammy. Am 10. Februar 2008 wurde Burt Bacharach mit dem Lifetime Achievement Award geehrt, der sein Lebenswerk als Musiker und Songwriter in besonderer Weise würdigt.
Der Rolling Stone listete Bacharach 2015 gemeinsam mit Hal David auf Rang 32 der 100 größten Songwriter aller Zeiten.

## Namensherkunft
Der Name Bacharach hat seinen Ursprung in Bacharach am Rhein im heutigen Landkreis Mainz-Bingen. Er verweist auf die Herkunft der Vorfahren des Musikers Burt Bacharach.

## Diskografie

### Studioalben
| Jahr | Titel Musiklabel                                              | Höchstplatzierung, Gesamtwochen, AuszeichnungChartplatzierungen (Jahr, Titel, Musiklabel, Platzierungen, Wochen, Auszeichnungen, Anmerkungen) | Höchstplatzierung, Gesamtwochen, AuszeichnungChartplatzierungen (Jahr, Titel, Musiklabel, Platzierungen, Wochen, Auszeichnungen, Anmerkungen) | Anmerkungen                                                 |
| Jahr | Titel Musiklabel                                              | UK | US | Anmerkungen                                                 |
| ---- | ------------------------------------------------------------- | --- | --- | ----------------------------------------------------------- |
| 1965 | Hit Maker!: Burt Bacharach Plays the Burt Bacharach Hits Kapp | UK3 (18 Wo.)UK | — | Erstveröffentlichung: 1965                                  |
| 1967 | Reach Out A&M                                                 | UK52 (3 Wo.)UK | US96 Gold · (65 Wo.)US | Erstveröffentlichung: 1967 Chartplatzierung in UK erst 1970 |
| 1969 | Make It Easy on Yourself A&M                                  | — | US51 Gold · (87 Wo.)US | Erstveröffentlichung: 1969                                  |
| 1971 | Burt Bacharach A&M                                            | — | US18 Gold · (24 Wo.)US | Erstveröffentlichung: 1971                                  |
| 1973 | Living Together A&M                                           | — | US181 (6 Wo.)US | Erstveröffentlichung: 1973                                  |
| 1977 | Futures A&M                                                   | — | — | Erstveröffentlichung: 1977                                  |
| 1979 | Woman A&M                                                     | — | — | Erstveröffentlichung: 1979                                  |
| 1998 | Painted from Memory Mercury                                   | UK32 Silber · (5 Wo.)UK | US78 (6 Wo.)US | Erstveröffentlichung: 29. September 1998 mit Elvis Costello |
| 2003 | Isley Meets Bacharach: Here I Am DreamWorks                   | — | US73 (2 Wo.)US | Erstveröffentlichung: 2003 mit Ronald Isley                 |
| 2005 | At This Time Columbia                                         | UK60 (1 Wo.)UK | — | Erstveröffentlichung: 1. November 2005                      |
| 2011 | When Ronan Met Burt Polydor                                   | UK3 Gold · (9 Wo.)UK | — | Erstveröffentlichung: 21. März 2011 mit Ronan Keating       |
| 2020 | Blue Umbrella                                                 | — | — | Erstveröffentlichung: 21. März 2011 mit Daniel Tashian      |

### Livealben
| Jahr | Titel Musiklabel                     | Höchstplatzierung, Gesamtwochen, AuszeichnungChartsChartplatzierungen (Jahr, Titel, Musiklabel, Platzierungen, Wochen, Auszeichnungen, Anmerkungen) | Anmerkungen                |
| Jahr | Titel Musiklabel                     | US | Anmerkungen                |
| ---- | ------------------------------------ | --- | -------------------------- |
| 2008 | Live at the Sydney Opera House Verve | US72 (1 Wo.)US | Erstveröffentlichung: 2008 |

Weitere Livealben
- 1974: In Concert
- 1998: One Amazing Night

### Kompilationen
| Jahr | Titel Musiklabel                            | Höchstplatzierung, Gesamtwochen, AuszeichnungChartplatzierungen (Jahr, Titel, Musiklabel, Platzierungen, Wochen, Auszeichnungen, Anmerkungen) | Höchstplatzierung, Gesamtwochen, AuszeichnungChartplatzierungen (Jahr, Titel, Musiklabel, Platzierungen, Wochen, Auszeichnungen, Anmerkungen) | Höchstplatzierung, Gesamtwochen, AuszeichnungChartplatzierungen (Jahr, Titel, Musiklabel, Platzierungen, Wochen, Auszeichnungen, Anmerkungen) | Höchstplatzierung, Gesamtwochen, AuszeichnungChartplatzierungen (Jahr, Titel, Musiklabel, Platzierungen, Wochen, Auszeichnungen, Anmerkungen) | Anmerkungen                                           |
| Jahr | Titel Musiklabel                            | DE | CH | UK | US | Anmerkungen                                           |
| ---- | ------------------------------------------- | --- | --- | --- | --- | ----------------------------------------------------- |
| 1971 | Portrait in Music                           | — | — | UK5 (23 Wo.)UK | — | Erstveröffentlichung: 1971                            |
| 1974 | Burt Bacharach’s Greatest Hits              | — | — | — | US173 (5 Wo.)US | Erstveröffentlichung: 1974                            |
| 2023 | The Songs of Bacharach & Costello Universal | DE62 (1 Wo.)DE | CH90 (1 Wo.)CH | — | — | Erstveröffentlichung: 3. März 2023 mit Elvis Costello |

grau schraffiert: keine Chartdaten aus diesem Jahr verfügbar
Weitere Kompilationen
- 1973: Portrait in Music Vol. II
- 1996: The Best of (UK: Silber)
- 1998: The Look of Love: The Burt Bacharach Collection
- 1999: The Best of Burt Bacharach
- 2002: Motown Salutes Bacharach
- 2004: Blue Note Plays Burt Bacharach
- 2006: The Definitive Burt Bacharach Songbook
- 2006: Burt Bacharach & Friends Gold
- 2007: Colour Collection
- 2008: Magic Moments: The Definitive Burt Bacharach Collection
- 2013: Anyone Who Had a Heart – The Art of the Songwriter

### Soundtracks
- 1957: Der Regimentstrottel (The Sad Sack)
- 1958: Blob, Schrecken ohne Namen (The Blob)
- 1964: Schick mir keine Blumen (Send Me No Flowers)
- 1965: Jagt den Fuchs! (After the Fox)
- 1965: Was gibt’s Neues, Pussy? (What’s New Pussycat?)
- 1966: Paris ist voller Liebe (Made in Paris)
- 1966: Der Verführer läßt schön grüßen (Alfie)
- 1967: Casino Royale
- 1969: Zwei Banditen (Butch Cassidy and the Sundance Kid, US: Gold)
- 1969: Ein Frosch in Manhattan (The April Fools)
- 1973: Der verlorene Horizont (Lost Horizon)
- 1979: Together? (Together?)
- 1981: Arthur – Kein Kind von Traurigkeit (Arthur)
- 1982: Nightshift – Das Leichenhaus flippt völlig aus (Night Shift)
- 1988: Arthur 2 – On the Rocks (Arthur 2: On the Rocks)
- 1991: Eine herzliche Affäre (Love Hurts)
- 2000: Ist sie nicht großartig? (Isn’t She Great)
- 2017: A Boy Called Po (A Boy Called Po)

### Singles (Auswahl)
| Jahr | Titel Album                                                                          | Höchstplatzierung, Gesamtwochen, AuszeichnungChartplatzierungen (Jahr, Titel, Album, Platzierungen, Wochen, Auszeichnungen, Anmerkungen) | Höchstplatzierung, Gesamtwochen, AuszeichnungChartplatzierungen (Jahr, Titel, Album, Platzierungen, Wochen, Auszeichnungen, Anmerkungen) | Anmerkungen                                   |
| Jahr | Titel Album                                                                          | UK | US | Anmerkungen                                   |
| ---- | ------------------------------------------------------------------------------------ | --- | --- | --------------------------------------------- |
| 1963 | Saturday Sunshine Hit Maker!: Burt Bacharach Plays the Burt Bacharach Hits           | — | US93 (3 Wo.)US | Erstveröffentlichung: 1963                    |
| 1965 | Trains and Boats and Planes Hit Maker!: Burt Bacharach Plays the Burt Bacharach Hits | UK4 (11 Wo.)UK | — | Erstveröffentlichung: 1965                    |
| 1999 | Toledo Painted from Memory                                                           | UK72 (1 Wo.)UK | — | Erstveröffentlichung: 1999 mit Elvis Costello |

### Musical
- 1968: Promises, Promises (Das Appartement)

### Bekannte Kompositionen
- The Story of My Life (Marty Robbins 1957)
- Magic Moments (Perry Como 1958)
- Wendy (Four Coins 1958)
- Tower of Strength (Frankie Vaughan 1961)
- Baby It’s You (The Shirelles 1961, The Beatles 1963)
- (The Man Who Shot) Liberty Valance (Gene Pitney 1962)
- Make It Easy on Yourself (Jerry Butler 1962, Walker Brothers 1965)
- Don’t Make Me Over (Dionne Warwick 1962, Sybil 1989)
- Message to Martha/Michael (Jerry Butler 1963, Marlene Dietrich [als Kleine treue Nachtigall] 1964, Lou Johnson [als Kentucky Bluebird] 1964, Dionne Warwick 1966)
- Blue on Blue (Bobby Vinton 1963)
- (They Long to Be) Close to You (Richard Chamberlain 1963, Carpenters 1970)
- Twenty Four Hours from Tulsa (Gene Pitney 1963)
- Wives and Lovers (Jack Jones 1963, Frank Sinatra)
- Anyone Who Had a Heart (Dionne Warwick 1963, Cilla Black 1964, Tim Curry 1978)
- A House Is Not a Home (Brook Benton 1964)
- (There’s) Always Something There to Remind Me (Lou Johnson 1964, Sandie Shaw 1964)
- I Just Don’t Know What to Do with Myself (Dusty Springfield 1964, The White Stripes 2003)
- Walk On By (Dionne Warwick 1964, Stranglers 1978, Seal 2006)
- What the World Needs Now Is Love (Jackie DeShannon 1965)
- Trains and Boats and Planes (Burt Bacharach 1965, Dionne Warwick 1966)
- What’s New Pussycat? (Tom Jones 1965)
- My Little Red Book (Manfred Mann 1965)
- Made in Paris (Trini Lopez 1966)
- Alfie (Cilla Black 1966, Dionne Warwick 1967, Barbra Streisand 1969)
- Do You Know the Way to San José (Dionne Warwick 1966, Connie Francis 1968)
- Casino Royale Theme (Herb Alpert & The Tijuana Brass 1966)
- I Say a Little Prayer (Dionne Warwick 1967, Aretha Franklin 1968, Bomb the Bass 1988, Diana King 1997)
- The Look of Love (Dusty Springfield 1967, Sérgio Mendes & Brasil 66 1968)
- This Guy’s in Love with You (Herb Alpert 1968)
- Promises, Promises (Dionne Warwick 1968)
- Pacific Coast Highway (Burt Bacharach 1969)
- Raindrops Keep Fallin’ on My Head (B. J. Thomas 1969)
- I’ll Never Fall in Love Again (Dionne Warwick 1969, Bobbie Gentry 1969)
- One Less Bell to Answer (The 5th Dimension 1970)
- Living Together, Growing Together (The 5th Dimension 1972)
- Arthur’s Theme (Best That You Can Do) (Christopher Cross 1981)
- That’s What Friends Are For (Erstinterpretation von Rod Stewart 1982; bekannteste Version von Dionne Warwick & Friends (Elton John, Gladys Knight und Stevie Wonder 1985))
- On My Own (Patti LaBelle & Michael McDonald 1986)
- God Give Me Strength (Elvis Costello 1998)